# Milan Gajić (football, 1986)
Pour les articles homonymes, voir Milan Gajić.
Milan Gajić, né le 17 novembre 1986, est un footballeur serbe. Il joue au poste de milieu défensif.

## Biographie
Milan Gajić commence le football dans le club de FK Napredak Kruševac en 2002. Il intègre l'effectif professionnel du club en 2003 et participe à 3 matchs de la SuperLiga lors de la saison 2003-2004 à seulement 17 ans. Il joue trois saisons complètes dans le club serbe, avant de se faire prêter au Portugal au Boavista FC.
Malheureusement, l'expérience est un échec car Gajić ne joue que 3 matchs en championnat. Il ne reste donc que 6 mois au Portugal puis retourne dans son club d'origine en janvier 2008. Il finit la saison 2008-2009 en Serbie avec 14 matchs pour 3 buts.
À la fin de saison, il tente une nouvelle expérience à l’étranger, cette fois-ci en Suisse, où il est recruté par le FC Lucerne et réalise une saison correcte en jouant 23 matchs et en marquant 3 buts.
Cette saison à FC Lucerne attire l'œil des dirigeants du FC Zurich qui le recrute pour être titulaire dans le milieu de terrain. Il découvre donc la Ligue des champions tout d'abord en participant à 3 matchs qualificatifs puis en phase de groupes le 15 septembre 2009 contre le Real Madrid CF (2-5) en rentrant à la 87e minute à la place de Florian Stahel. Il marque même un but lors de la dernière rencontre de groupe contre le Milan AC (1-1).

## Statistiques
| Saison                | Club                           | Championnat           | Championnat | Championnat | Coupe(s) nationale(s) | Coupe(s) nationale(s) | Compétition(s) continentale(s) | Compétition(s) continentale(s) | Compétition(s) continentale(s) | Total | Total |
| Saison                | Club                           | Division              | M.          | B.          | M.                    | B.                    | Comp.                          | M.                             | B.                             | M.    | B.    |
| 2003-2004             | FK Napredak Kruševac           | SuperLiga             | 3           | 0           | -                     | -                     | -                              | -                              | -                              | 3     | 0     |
| 2004-2005             | FK Napredak Kruševac           | Prva Liga             |             |             |                       |                       | -                              | -                              | -                              | 0     | 0     |
| 2005-2006             | FK Napredak Kruševac           | Prva Liga             |             |             |                       |                       | -                              | -                              | -                              | 0     | 0     |
| 2006-2007             | FK Napredak Kruševac           | Prva Liga             | 37          | 8           | -                     | -                     | -                              | -                              | -                              | 37    | 8     |
| 2007-2008             | Boavista FC (prêt)             | Liga Sagres           | 3           | 0           |                       |                       | -                              | -                              | -                              | 3     | 0     |
| 2007-2008             | FK Napredak Kruševac           | SuperLiga             | 14          | 3           | -                     | -                     | -                              | -                              | -                              | 14    | 3     |
| Sous-total            | Sous-total                     | Sous-total            | 57          | 11          | -                     | -                     | -                              | -                              | -                              | 57    | 11    |
| 2008-2009             | FC Lucerne                     | Super League          | 25          | 3           | 4                     | 1                     | -                              | -                              | -                              | 29    | 4     |
| Sous-total            | Sous-total                     | Sous-total            | 25          | 3           | 4                     | 1                     | -                              | -                              | -                              | 29    | 4     |
| 2009-2010             | FC Zurich                      | Super League          | 31          | 3           | 3                     | 0                     | C1                             | 9                              | 1                              | 43    | 4     |
| 2010-2011             | FC Zurich                      | Super League          | 5           | 0           | 3                     | 1                     | -                              | -                              | -                              | 8     | 1     |
| 2010-2011             | Grasshopper-Club Zurich (prêt) | Super League          | 7           | 0           | 1                     | 0                     | -                              | -                              | -                              | 8     | 0     |
| 2011-2012             | FC Zurich                      | Super League          | 11          | 0           | 2                     | 0                     | C1 C3                          | 1                              | 0                              | 15    | 0     |
| 2012-2013             | FC Zurich                      | Super League          | 16          | 4           | 3                     | 1                     | -                              | -                              | -                              | 19    | 5     |
| Sous-total            | Sous-total                     | Sous-total            | 70          | 7           | 12                    | 2                     | -                              | 11                             | 1                              | 93    | 10    |
| 2013-2014             | BSC Young Boys                 | Super League          | 22          | 3           | 1                     | 0                     | -                              | -                              | -                              | 23    | 3     |
| 2014-2015             | BSC Young Boys                 | Super League          | 33          | 4           | 2                     | 0                     | C3                             | 7                              | 0                              | 42    | 4     |
| 2015-2016             | BSC Young Boys                 | Super League          | 29          | 3           | 1                     | 0                     | C1 C3                          | 2                              | 0                              | 34    | 3     |
| 2016-2017             | BSC Young Boys                 | Super League          | 6           | 0           | 1                     | 1                     | C1                             | 2                              | 0                              | 9     | 1     |
| Sous-total            | Sous-total                     | Sous-total            | 90          | 10          | 5                     | 1                     | -                              | 15                             | 0                              | 110   | 11    |
| 2017-2018             | FC Vaduz                       | Challenge League      | 8           | 0           | -                     | -                     | C3                             | 2                              | 0                              | 10    | 0     |
| Sous-total            | Sous-total                     | Sous-total            | 8           | 0           | -                     | -                     | -                              | 2                              | 0                              | 10    | 0     |
| Total sur la carrière | Total sur la carrière          | Total sur la carrière | 250         | 31          | 21                    | 4                     | -                              | 28                             | 1                              | 299   | 36    |

## Palmarès
BSC Young Boys
- Championnat de Suisse :
  - Vice-champion 2015, 2016, 2017